# Hayden Rorke
Hayden Rorke, nascido William Henry Rorke, (Brooklyn, Nova Iorque, 23 de outubro de 1910 — Toluca Lake, Califórnia, 19 de agosto de 1987), foi um ator estadunidense que se celebrizou através de sua participação no seriado Jeannie é um Gênio.

## Biografia
Seu avô foi o produtor norte-americano William R. Hayden, e sua mãe, Margaret Hayden Rorke, uma atriz de teatro que fez sua estreia atuando ao lado de Chauncey Olcott, em uma das produções teatrais de Rose of Athlone.
Estudou no American Academy of the Dramatic Arts. Quando começou a atuar no teatro, na Hampden Theatrical Company, adotou o sobrenome de sua mãe, Hayden, como seu primeiro nome. Prestou serviço militar durante a Segunda Guerra Mundial e depois voltou à carreira artística.
Em 1949, Rorke foi para Hollywood e, após participar de duas produções onde não foi creditado — "Lust for Gold" (1949) e "The Night Walker" (1964) — , participou de cerca de 50 filmes. Fez, também, várias participações especiais na televisão, incluindo em "I Love Lucy", onde atuou junto com a comediante Lucille Ball, em "The Twilight Zone" (no episódio da segunda temporada, "A Penny for Your Thoughts", em que apareceu ao lado de Dick York, ator que futuramente seria astro de "A Feiticeira"), em "The Beverly Hillbillies",  "The Red Skelton Show", Perry Mason e Bonanza. Rorke participou do elenco regular das séries "Mr. Adams and Eve", de 1957, em que interpretou um agente de cinema chamado Steve, e "No Time For Sergeants", entre 1964 e 1965.
Entre 1965 e 1970, Rorke passou a interpretar o personagem Dr. Alfred Bellows, em "Jeannie é um Gênio", seu único outro papel regular na televisão. Nos episódios semanais da série, seu personagem, psiquiatra da NASA, tentava descobrir o que havia de "errado" com o Major Tony Nelson — interpretado pelo ator Larry Hagman —, para fazê-lo agir de forma tão estranha e por que tantas coisas estranhas pareciam acontecer ao seu redor.
Ainda que vitimado pelo fenômeno do typecasting, após o término do seriado "Jeannie é um Gênio", Rorke continuou a atuar, fazendo aparições em "Cannon and The Love Boat", aparecendo no filme "The Barefoot Executive", de 1971, na minissérie de televisão "The Moneychangers", de 1976. Finalmente, reprisou o papel de Dr. Bellows no filme para televisão "I Dream of Jeannie ... Fifteen Years Later", de 1985.
Em 1986, descobriu que tinha câncer de estômago, mal que o levou a falecer em 19 de agosto de 1987, aos 76 anos de idade. Sua carreira de atuação durou seis décadas, durante as quais somou cerca de 400 participações especiais em séries de televisão, 53 filmes, além de 70 produções para a Broadway, entre as quais "The Country Wife", "The Philadelphia Story", "The Iceman Cometh" e "A Moon for the Misbegotten".